# Плебанцы (Минский район)
Плебанцы (бел. Пляба́нцы) — деревня в Минском районе Минской области Беларуси. Входит в состав Михановичского сельсовета.

## География
Расположена в 10 км на юг от Минска, в 3 км от железнодорожной станции Михановичи.

## Этимология
Название происходит от слова "плебания" — приход католической церкви, место жительства плебана (католического священника, ксендза).

## История
В XVII веке село в Минском уезде Минского воеводства Великого Княжества Литовского. В 1791 году деревня, центр имения на 2 панских двора, 41 дым, 2 трактира, собственность католической церкви Минского прихода.
В результате второго раздела Речи Посполитой 1793 года территория оказалась в составе Российской империи, в Минском уезде Минской губернии. В 1800 году собственность каноника Минской католической плебании Ваньковича, есть панский двор, часовня, винокурня. В 1815 году деревня, собственность ксендза Хоревича. С 1858 года государственная собственность.
В 1890 году открыта школа грамоты, в которой учились 16 мальчиков. В 1897 году есть кузница, хлебозапасный магазин, церковь, корчма, относится к Самохваловичской волости.
С конца февраля 1918 года территория оккупирована войсками Германской империи. 25 марта 1918 года согласно Третьей Уставной грамоте провозглашалась частью Белорусской Народной Республики. В декабре 1918 года занята Красной Армией, с 1 января 1919 года в соответствии с постановлением I съезда КП(б) Беларуси она вошла в состав Советской Белоруссии, с 27 февраля 1919 года — в ЛитБел ССР. Во время Польско-советской войны в августе 1919 — июле 1920 годов и в середине октября 1920 года под оккупацией Польши (Минский округ).
С 31 июля 1920 года в Белорусской ССР. С 20 августа 1924 года в Дергайском сельсовете, с 1927 года в Гатовском сельсовете Самохваловичского района Минского округа (до 26 июля 1930 года). С 18 января 1931 года в ведении городского Совета Минска. С 26 мая 1935 года в Минском районе. С 20 февраля 1938 года в Минской области.
Во Вторую мировую войну с конца июня 1941 года до начала июля 1944 года деревня под оккупацией Германии. Сожжены 53 двора, убиты 38 жителей, 5 жителей вывезены на принудительный труд в Германию.

5 марта 1959 года деревня передана из упразднённого Гатовского сельсовета в состав Самохваловичского сельсовета.

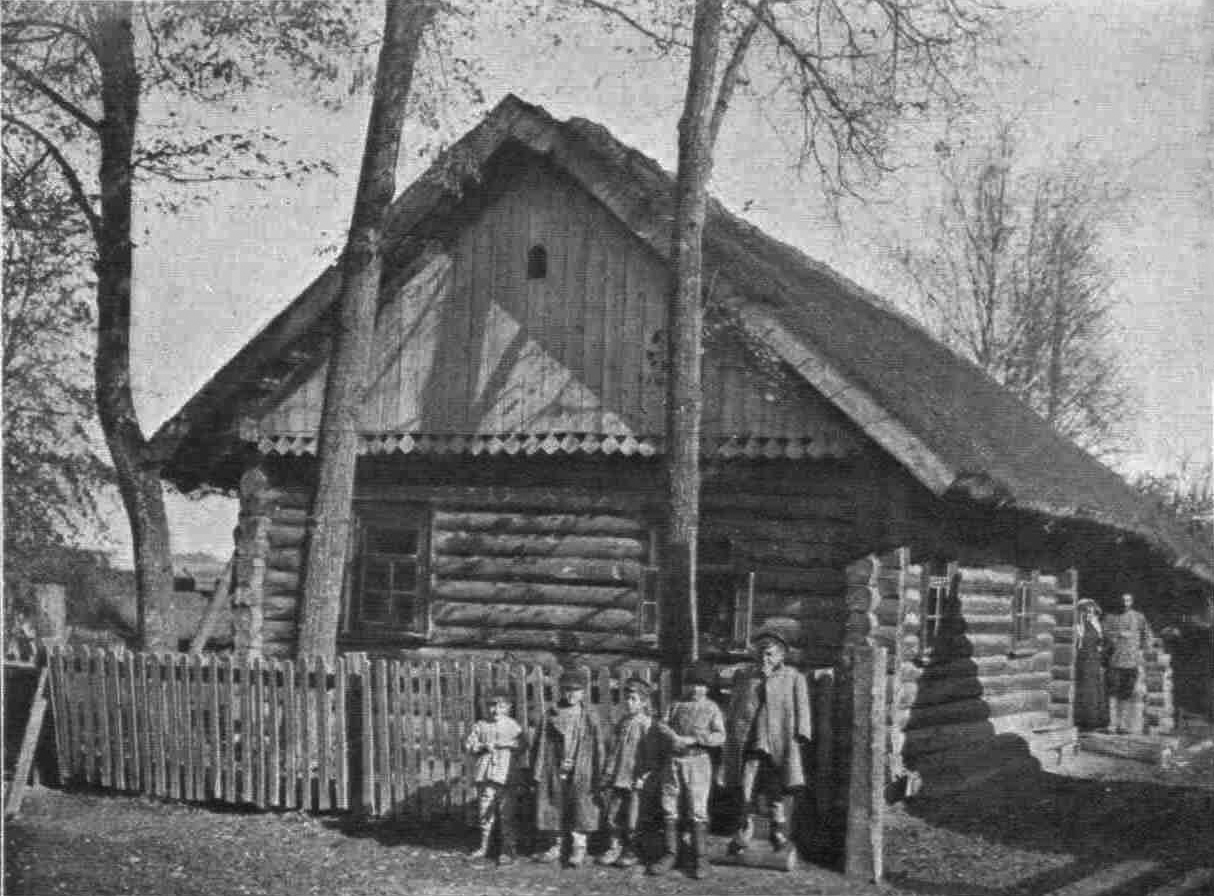
Хата. Ян Булгак, 1910-е
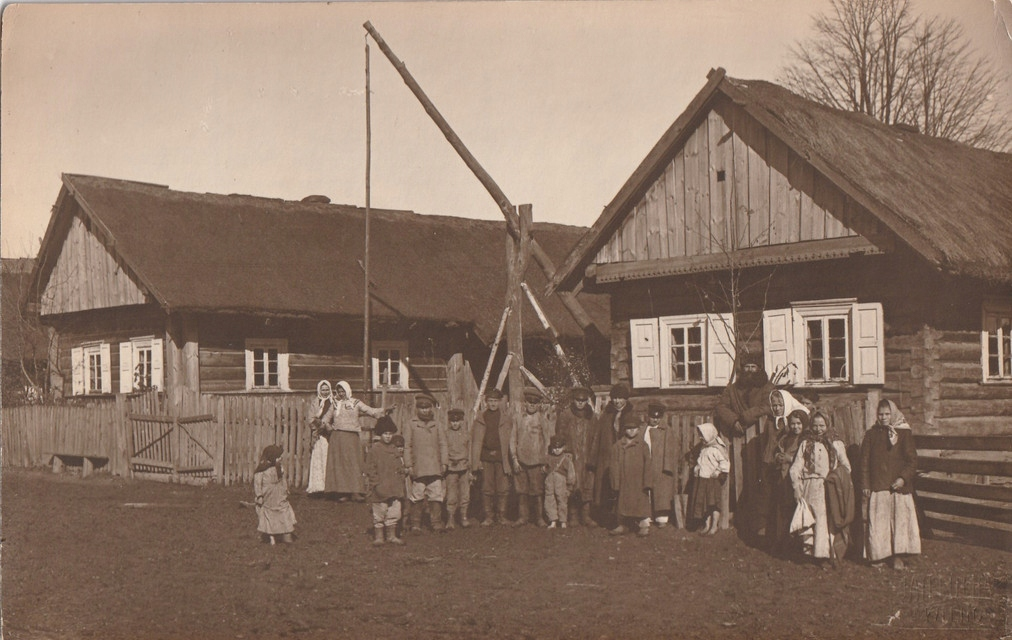
Хата в Плебанцах. Ян Булгак, 1910-е
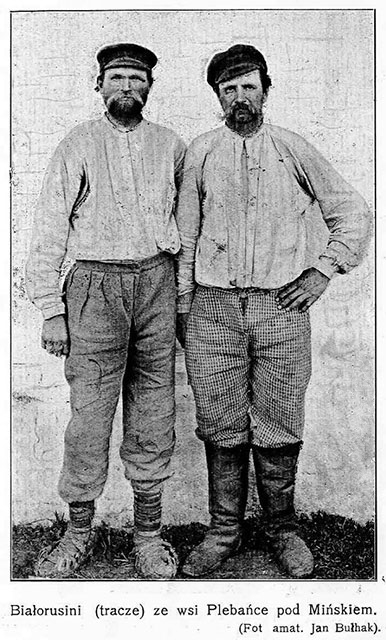
Пиловальщики из деревни Плебанцы. Ян Булгак, 1910

## Население
- 1800 год — 18 дворов, 139 жителей
- 1815 год — 71 душ мужского пола
- 1897 год — 64 двора, 379 жителей
- 1917 год — 82 двора, 525 жителей
- 1926 год — 83 двора, 425 жителей
- 1941 год — 70 дворов, 260 жителей
- 1999 год — 167 жителей (перепись населения)
- 2009 год — 175 жителей (перепись населения)

## Достопримечательность
- Памятник 52 жителям деревни, погибшим во время Второй мировой войны.

## Известные лица
- Володько, Иван Иосифович (1895—1984) — белорусский архитектор.